# Livio Agresti

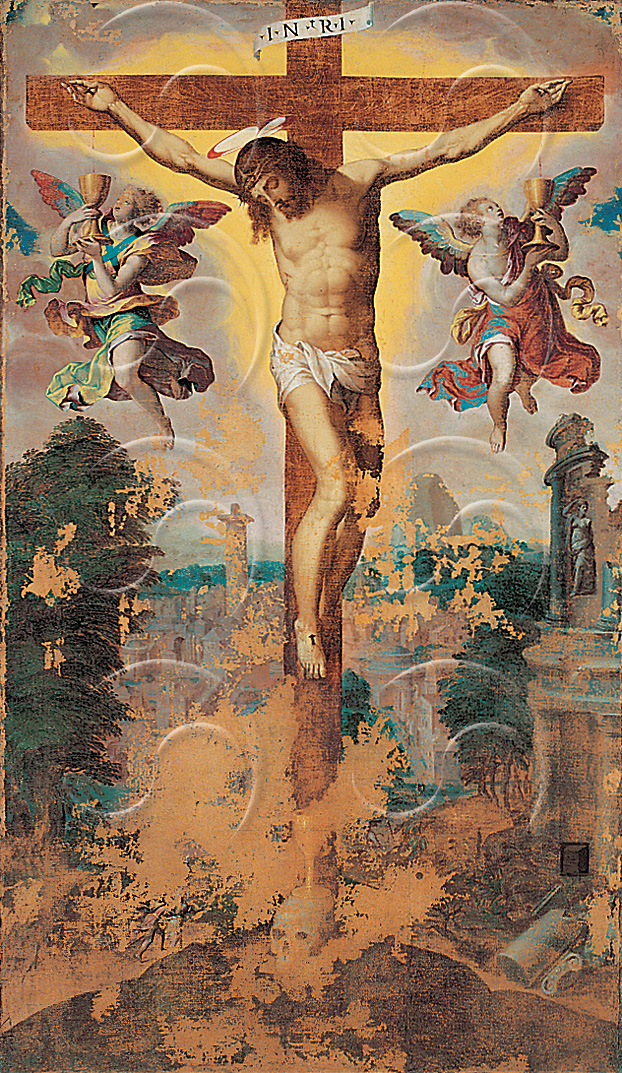
Crocifissione, Pinacoteca Forlì

Livio Agresti detto Ritius, Il Ricciutello o Il Ricciutino (Forlì, 1508 circa – Roma, 1579) è stato un pittore italiano del Rinascimento, tra i maggiori esponenti del manierismo.

## Biografia e opere
Allievo del pittore forlivese Francesco Menzocchi, appartiene perciò alla scuola forlivese di pittura.
Risulta iscritto all'Accademia romana di San Luca già nel 1534, mentre nel 1535 produce una serie di affreschi, tra cui l'Eucaristia e i Profeti, nella cappella del Battistero del Duomo di Forlì, poi staccati nel 1841 e custoditi nella locale Pinacoteca.
Nel 1539 lavora nella chiesa di Santa Maria dei Servi; nel 1542, su incarico dell'abate Corrado Grassi, va a Ravenna: nella chiesa dello Spirito Santo, già cattedrale degli Ariani, si conserva una sua famosa tela, detta dei Vescovi colombini.
A Roma, nel 1544, affresca con Figure allegoriche (Carità e Abbondanza) e con il Martirio dei Santi Pietro e Paolo, la Sala Paolina di Castel Sant'Angelo, lavorando a fianco di Perin del Vaga.
Nel 1555 è ancora a Roma e nel 1557 porta a termine quello che è forse il suo capolavoro, gli affreschi nella cappella Gonzaga della chiesa di Santo Spirito in Sassia, con il Presepe, la Pietà, la Resurrezione e le Scene bibliche, impegno continuato nel 1574 nella cappella della Trinità con il Gesù risana lo storpio, Gesù risana il cieco e altre Scene bibliche, e nella volta della cappella, con la Visitazione, l'Annunciazione e l'Incoronazione di Maria, e la pala dell'Assunzione nell'altare. Rimarranno incompiuti alla sua morte nel 1579 gli affreschi della Nascita e della Circoncisione di Gesù, completati da un allievo. Del grande successo di quest'opera testimoniano le lettere al committente Alfonso I Gonzaga di Novellara dello stesso Agresti e di Girolamo da Ponte, che scrive di aver invitato il vecchio Michelangelo a vedere gli affreschi.
Tra il 1557 e il 1560 compone un insieme di opere, per lo più firmate e datate, per le città umbre di Amelia, dove dipinge la Crocefissione con i santi Firmina e Olimpiade, di Narni, con un’Annunciazione ora nel Museo civico e una Consegna delle chiavi nel Duomo, e di Terni, con una Circoncisione nel Duomo. Torna a Roma nel 1561 per decorare la Sala Regia in Vaticano con l'affresco Pietro d'Aragona offre il suo regno a Innocenzo III.
Al suo rientro a Roma, è ormai celeberrimo, e la sua attività è richiestissima.
Tra il 1564 e il 1565 si reca in Germania al seguito del cardinale di Augusta Otto von Waldburg. Non è Livio Agresti il membro dell'Accademia fiorentina del Disegno, nell'ottobre 1565, insieme con Marco da Faenza e Prospero Fontana, opera a Palazzo Vecchio sotto la direzione di Giorgio Vasari che lo definisce suo seguace da lungo tempo, bensì il suo concittadino Livio Modigliani.
Nel gennaio 1568 l'Agresti s'impegna col cardinale di Ferrara, Ippolito II d'Este, a terminare in tre mesi con sette assistenti le decorazioni di tre sale della Villa d'Este a Tivoli. Nel 1571 firma e data due Decollazioni del Battista, del tutto simili fra loro, per l'Oratorio della Misericordia di Amelia e per quello dell'omonima Confraternita nella vicina Lugnano in Teverina; dopo la demolizione di quest'ultimo, il dipinto si trova ora nella chiesa Collegiata.
Nel giugno 1571 inizia a Roma l'affresco della Passione di Cristo nell'Oratorio del Gonfalone, che porta a termine a dicembre insieme con l'Ultima cena; dello stesso periodo è un'opera recentemente ritrovata nella Cattedrale di Cesena (2009), un dipinto su rame raffigurante San Giovanni Battista che l'artista cesenate Alex Cavallucci ha attribuito al maestro forlivese. Dopo un lungo periodo trascorso fra Firenze e Amelia, dove dipinge affreschi, ormai scomparsi, sopra il portale del Palazzo degli Anziani, alla fine del 1574 torna a Roma per intraprendere la decorazione della Cappella della Trinità nella chiesa di Santo Spirito in Sassia; malato, nell'annesso convento fa testamento il 21 gennaio 1575, nominando suoi eredi la sorella Bernardina e l'assistente Litardo Piccioli, pittore originario di Amelia. Vivrà ancora quattro anni ma non riuscirà a terminare la decorazione della chiesa.

## Fortuna critica
Vasari lo presenta come amico e collaboratore – ma l'Agresti assorbì poco o nulla dello stile del pittore aretino - e lo definisce correttamente "buono e fiero disegnatore, pratico coloritore, copioso ne' componimenti delle storie e di maniera universale": dunque un pittore pratico e l'Agresti fu infatti uno dei più facili artisti del tempo, con una disponibilità ad adeguarsi alle richieste dei più diversi committenti che dimostra i limiti dei suoi risultati artistici; insieme a pale e affreschi di buona qualità, convivono in lui opere prive di originalità e persino di correttezza formale.
All'iniziale formazione nell'ambito della scuola forlivese seguì presto l'approccio alla pittura più moderna rappresentata a Roma, negli anni Quaranta del secolo, dalla cerchia dell'antico allievo di Raffaello, Perin del Vaga; i continui viaggi nell'Italia centrale e la frenetica attività, se gli permisero la conoscenza delle esperienze pittoriche più diverse, non ne favorirono l'elaborazione di una sintesi artistica meditata e originale ma lo portarono ad adeguarsi alla soluzione più facile e comoda di un moderato accademismo aderente alle convenzioni del decoro, secondo i recenti dettati dell'arte controriformistica.

## Altre opere
- Cesena, San Giovanni Battista, Cattedrale.
- Cesena, S. Domenico: Crocefissione
- Cesena, Madonna in gloria con angeli suonatori, collezione privata.
- Collescipoli, Terni, S. Maria Maggiore: San Giovanni Battista
- Forlì, Pinacoteca civica:
  - Deposizione dalla croce
  - Caduta della manna
  - Cena della Pasqua ebraica
  - Incontro di Abramo con Melchisedec
  - Il miracolo di Bolsena
  - Mosè
  - Davide
- Forlì, Chiesa di Sant'Antonio Abate in Ravaldino: Pietà
- Forlì, Pinacoteca civica: Crocefisso con due angeli
- Forlì, Pinacoteca civica: Storie eucaristiche e Profeti (una quindicina di opere in tutto)
- Groppello d'Adda, Palazzo Arcivescovile: Predica del Battista, olio su tela.
- Roma, S. Maria della Consolazione: Madonna col Bambino, i santi Giuseppe, Anna e il committente Andrea Pelucchi, olio su tela.
- Roma, Oratorio del Gonfalone: Ultima cena, Salita al Calvario e Crocifissione, affreschi